# The Chinese Bungalow (1930)
The Chinese Bungalow é um filme de drama britânico de 1930, dirigido por Arthur Barnes e J. B. Williams, estrelado por  Matheson Lang, Jill Esmond e Anna Neagle. Foi baseado na peça homônima de  Marion Osmond e James Corbett. Enquanto trabalhava no filme,  J. B. Williams convenceu a atriz Marjorie Robertson para alterar seu nome para Anna Neagle, o nome sob o qual ela se tornaria a mais popular atriz britânica na década de 1940.

## Elenco
- Matheson Lang - Yuan Sing
- Jill Esmond - Jean
- Anna Neagle - Charlotte
- Ballard Berkeley - Richard Marquess
- Derek Williams - Harold Marquess